# Colonne rénale
Pour les articles homonymes, voir Bertin.

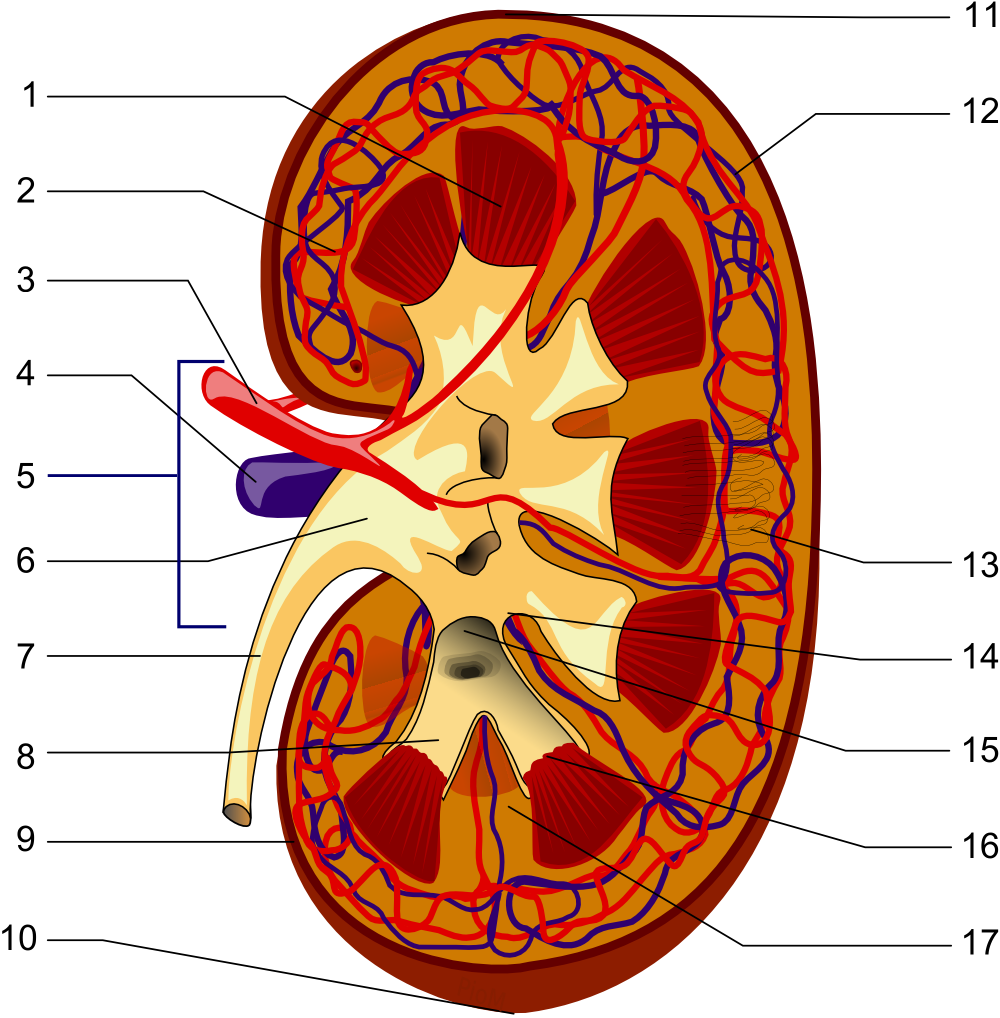
Structure interne d'un rein :
1 Pyramide rénale :
2 Artère interlobaire
3 Artère rénale
4 Veine rénale
5 Hile du rein
6 Pelvis rénale
7 Uretère
8 Calices mineurs
9 Capsule rénale
10 Pôle inférieur
11 Pôle supérieur
12 Veine interlobaire
13 Néphron
14 Sinus rénal
15 Calices majeurs
16 Papilles rénales
17 Colonnes rénales.

La colonne de Bertin, ou colonne rénale dans la nomenclature anatomique (termes modernes et anciens), est une extension médullaire du cortex rénal entre les pyramides rénales. Elle permet au cortex rénal d'être mieux ancré. La médullaire rénale est constituée de multiples pyramides séparées les unes des autres par les extensions du cortex. Chaque colonne se compose de lignes de vaisseaux sanguins et urinaires et des tubes d'un matériau fibreux. 
Les colonnes rénales sont composées de vaisseaux sanguins et de tubules urinaires situés le long d'un tissu cortical fibreux.
La colonne de Bertin doit son nom à son découvreur scientifique, l'anatomiste français Exupère Joseph Bertin.